# Isoperla major
Isoperla major is een steenvlieg uit de familie Perlodidae. De wetenschappelijke naam van de soort is voor het eerst geldig gepubliceerd in 1983 door Nelson & Kondratieff.